# 哈莫尼亞 (南大河州)
哈莫尼亞（葡萄牙語：Harmonia）是巴西南大河州的一个市镇。总面积44.579平方公里，总人口3658人，人口密度82.1人/平方公里。